# Buerton (Cheshire East)
Buerton är en ort och civil parish i Storbritannien.   Den ligger i kommunen Cheshire East i riksdelen England, i den södra delen av landet, 230 km nordväst om huvudstaden London. Antalet invånare är 503.